# سن الموافقة في أوقيانوسيا
تختلف سن الموافقة على النشاط الجنسي من 15 إلى 18 عامًا في جميع أنحاء أستراليا ونيوزيلندا وأجزاء أخرى من أوقيانوسيا. ويتناول القانون أيضًا النشاط المحدد وجنس المشاركين فيه. الحد الأدنى للعمر هو السن الذي يستطيع فيه الفرد الدخول في علاقات جنسية غير مقيدة مع شخص آخر في السن الأدنى. قد توجد استثناءات قريبة من العمر ويشار إليها حيثما ينطبق ذلك. في فانواتو، حدد سن الرشد للمثليين جنسياً عند 18 عاماً، في حين أن سن الرشد للمثليين جنسياً هو 15 عاماً. النشاط الجنسي بين نفس الجنس غير قانوني في أي عمر للذكور في بابوا غينيا الجديدة وكيريباتي وساموا ونيوي وتونغا وتوفالو؛ وهو محظور لكل من الرجال والنساء في جزر سليمان. وفي جميع الأماكن الأخرى، يكون سن الرشد مستقلاً عن التوجه الجنسي أو الجنس.

## أستراليا

السن القانوني في أستراليا:

أستراليا عبارة عن اتحاد من الولايات والأقاليم، حيث تتمتع كل ولاية وإقليم بالولاية القضائية الأساسية بشأن قضايا سن الرشد داخل أراضيها. ومع ذلك، ونتيجة لسلطة الشؤون الدولية بموجب الدستور الأسترالي، أدى حكم لجنة حقوق الإنسان التابعة للأمم المتحدة لعام 1997 إلى إلغاء الولايات للقواعد التي تميز بين الأشخاص المثليين جنسياً والمغايرين جنسياً بشأن قضايا سن الرشد.

### اللوائح حسب الولاية
| الدولة                       | ينطبق الإعفاء على اختلاف السن | سن الرشد |
| ---------------------------- | ----------------------------- | -------- |
| نيوساوث ويلز                 | 14                            | 16       |
| Queensland                   | -                             | 16       |
| South Australia              | 16                            | 17       |
| تاسمانيا                     | 12                            | 17       |
| Victoria                     | 12                            | 16       |
| أستراليا الغربية             | 13                            | 16       |
| Northern Territory           | -                             | 16       |
| Australian Capital Territory | 10                            | 16       |

### القوانين الفيدرالية
بموجب التشريع الفيدرالي الذي ينطبق على جميع الأستراليين، يعتبر جريمة بالنسبة للمواطن الأسترالي أو المقيم أو الشركة الاعتبارية أثناء تواجده خارج أستراليا ممارسة الجنس مع شخص يقل عمره عن 16 عامًا أو تحريض طفل أقل من ذلك سن 16 عامًا لممارسة الجنس، أو التورط بطريقة أو بأخرى في فعل جنسي مماثل.
لا يجوز حظر ممارسة الجنس بين البالغين الراغبين (18 عامًا أو أكثر) في السر، بغض النظر عن الجنس أو التوجه الجنسي، بموجب المادة 4 من قانون حقوق الإنسان (السلوك الجنسي) لعام 1994.

### إقليم العاصمة الأسترالية
تعتبر ممارسة الجنس مع شخص يقل عمره عن 16 عامًا جريمة في إقليم العاصمة الأسترالية. ومع ذلك، فإنه يعتبر دفاعًا إذا كان عمر الطرف الأصغر 10 سنوات أو أكثر ولم يكن عمر الجاني أكبر من الطرف الأصغر بأكثر من عامين. كما يعد من الجرائم أيضًا ممارسة الجنس مع شخص يقل عمره عن 18 عامًا إذا كان هذا الشخص تحت رعاية الجاني (الوصي، المعلم، إلخ.).

### إقليم جزر بحر المرجان
تنطبق قوانين إقليم العاصمة الأسترالية على إقليم جزر بحر المرجان.

### نيو ساوث ويلز
تعتبر ممارسة الجنس مع شخص يقل عمره عن 16 عامًا جريمة في نيو ساوث ويلز أو محاولة ارتكاب مثل هذه الجريمة. كما يعد من الجرائم أيضًا ممارسة الجنس مع شخص يقل عمره عن 18 عامًا إذا كان هذا الشخص تحت رعاية الجاني (الوصي، المعلم، وما إلى ذلك). هناك دفاع قريب من العمر يسمح لمن تتراوح أعمارهم بين 14 و 15 عامًا بالموافقة على ممارسة الجنس مع من هم أقل من عامين. أٌضيف هذا الدفاع في المادة 80AG كجزء من قانون تعديل التشريع الجنائي (الاعتداء الجنسي على الأطفال) لعام 2018 رقم 33.

### جزيرة نورفولك
تعتبر جريمة في جزيرة نورفولك أن يقوم أي شخص بممارسة الجنس أو ارتكاب فعل غير لائق مع شخص يقل عمره عن 16 عامًا. اقترحت الحكومة الأسترالية إدخال جريمة جديدة تتمثل في الاتصال الجنسي مع شاب تحت رعاية خاصة بناءً على القانون في إقليم العاصمة الأسترالية.

### الإقليم الشمالي
تعتبر ممارسة الجنس مع شخص يقل عمره عن 16 عامًا جريمة في الإقليم الشمالي،  أو محاولة ارتكاب مثل هذه الجريمة.  كما أنها تعتبر جريمة أيضًا ممارسة الجنس مع شخص. شخص يقل عمره عن 18 عامًا إذا كان ذلك الشخص تحت رعاية الجاني (ولي الأمر، المعلم، إلخ).

### كوينزلاند
سن الموافقة في كوينزلاند هو 16 عامًا ولا يوجد استثناء للعمر القريب. من غير القانوني ممارسة الجنس مع شخص يقل عمره عن 16 عامًا. وتشمل «المعرفة الجنسية» جميع أنواع النشاط الجنسي. خفض التشريع الصادر في سبتمبر/أيلول 2016 سن الموافقة على ممارسة الجنس الشرجي إلى 16 عامًا وجعلها متساوية.

### جنوب أستراليا
يعد الانخراط في أي نشاط يتضمن اللسان أو وضع أي جزء من الجسم داخل الشفرين الكبيرين أو المهبل أو فتحة الشرج لشخص يقل عمره عن 17 عامًا جريمة في جنوب أستراليا. يمكن لقانون الزواج الأسترالي أن يسمح لشخص يبلغ من العمر 18 عامًا أو أكثر بالزواج من فتاة تبلغ من العمر 16 عامًا. ولكن، يعتبر دفاعًا إذا كان الشخص يبلغ من العمر 16 عامًا وقت ارتكاب الجريمة وكان عمر الجاني أقل من 17 عامًا أو يعتقد لأسباب معقولة أن الشخص الآخر يبلغ من العمر 17 عامًا أو أكثر. ويعتبر أيضًا ممارسة الجنس مع شخص يقل عمره عن 18 عامًا جريمة إذا كان هذا الشخص تحت رعاية الجاني (الوصي، المعلم، إلخ).

### تسمانيا
تعتبر ممارسة الجنس مع شخص يقل عمره عن 17 عامًا جريمة في ولاية تسمانيا. ومع ذلك، يعد دفاعًا إذا كان عمر الشخص الأصغر 12 عامًا أو أكثر ولم يكن عمر الجاني أكبر من 3 سنوات أو إذا كان عمر الشخص الأصغر 15 عامًا أو أكثر وكان عمر الجاني لا يزيد عن 5 سنوات.

### فيكتوريا
يعتبر الاختراق الجنسي لشخص يقل عمره عن 16 عامًا جريمة في فيكتوريا. ومع ذلك، فإنه يعتبر دفاعًا إذا كان عمر الطرف الأصغر 12 عامًا أو أكثر ولم يكن الجاني أكبر من الشخص الأصغر سنًا بأكثر من عامين، أو كانا متزوجين. ويعتبر أيضًا جريمة قيام شخص يعتني بشخص يقل عمره عن 18 عامًا (الوصي أو المعلم وما إلى ذلك) باختراق ذلك الشخص جنسيًا. ولا يُسمح لأي شخص يقل عمره عن 18 عامًا بالعمل في الدعارة أو في بيت للدعارة.

### أستراليا الغربية
يعتبر الاختراق الجنسي لشخص يقل عمره عن 16 عامًا جريمة في غرب أستراليا. كما تعتبر جريمة أن يقوم أي شخص في موقع سلطة على شخص يقل عمره عن 18 عامًا بممارسة الجنس مع هذا الشخص.

## جزيرة كليبرتون (فرنسا)
تنطبق قوانين فرنسا حيثما ينطبق ذلك. (وهذه تحدد السن العام للموافقة عند 15 عامًا.)

## جزر كوك
حدد سن الرشد عند 16 عامًا في جزر كوك، بغض النظر عن الجنس و/أو التوجه الجنسي.

### القوانين التي أقرت بشأن تجريم المثلية الجنسية
دخل مشروع القانون الجديد حيز التنفيذ في الأول من يونيو 2023، وألغى رسميًا تجريم المثلية الجنسية في جزر كوك.

## جزيرة عيد الفصح (تشيلي)
.mw-parser-output .reflist{margin-bottom:0.5em;list-style-type:decimal}@media screen{.mw-parser-output .reflist{font-size:90%}}.mw-parser-output .reflist .references{font-size:100%;margin-bottom:0;list-style-type:inherit}.mw-parser-output .reflist-columns-2{column-width:30em}.mw-parser-output .reflist-columns-3{column-width:25em}.mw-parser-output .reflist-columns{margin-top:0.3em}.mw-parser-output .reflist-columns ol{margin-top:0}.mw-parser-output .reflist-columns li{page-break-inside:avoid;break-inside:avoid-column}.mw-parser-output .reflist-upper-alpha{list-style-type:upper-alpha}.mw-parser-output .reflist-upper-roman{list-style-type:upper-roman}.mw-parser-output .reflist-lower-alpha{list-style-type:lower-alpha}.mw-parser-output .reflist-lower-greek{list-style-type:lower-greek}.mw-parser-output .reflist-lower-roman{list-style-type:lower-roman}

## ولايات ميكرونيسيا المتحدة
تنطبق قوانين الاغتصاب القانونية في الولايات على الأطفال الذين تبلغ أعمارهم 13 عامًا أو أقل في ياب وكوسراي والذين تبلغ أعمارهم 15 عامًا أو أقل في بوهنباي. السن القانوني في ولاية تشوك هو 18 عامًا  رفع سن الرشد في تشوك بفضل الحملة التي قادها مجلس نساء تشوك.

## فيجي
وبموجب مرسوم الجرائم لعام 2009 ، فإن سن الرشد في فيجي هو 16 عامًا، بغض النظر عن التوجه الجنسي و/أو الجنس. المادة ذات الصلة هي 215 - تدنيس الأحداث الذين تتراوح أعمارهم بين 13 و 16 سنة.

## بولينيزيا الفرنسية (فرنسا)
تنطبق قوانين فرنسا حيثما ينطبق ذلك. (تحدد هذه السن العامة للموافقة عند 15 عامًا.).

## كيريباتي
سن الرضا في كيريباتي هو 15 عامًا (الأقسام 133 و134 و135)، لكن ممارسة الجنس المثلي غير قانونية في جميع الأعمار (الأقسام 153 و154 و155). علاوة على ذلك، تحظر المادة 132 إخراج فتاة دون سن 18 عامًا من رعاية والديها أو ولي أمرها بغرض الاتصال الجنسي، بينما تحظر المادة 136 جلب فتاة دون سن 18 عامًا لممارسة الجنس.

## جزيرة ماركوس (اليابان)
جزيرة ماركوس تابعة إدارياً لحكومة طوكيو.

## جزر مارشال
سن الموافقة في جزر مارشال هو 16 عامًا. وتنص المادة 152 (أ) من القانون الجنائي على أن أي شخص يمارس إيلاجًا جنسيًا مع شخص يقل عمره عن 16 عامًا يكون عرضة للسجن لمدة تصل إلى 25 عامًا.

## ناورو
في ناورو، يُعد ممارسة الجنس مع شخص يقل عمره عن 16 عامًا جريمة بموجب قانون الجرائم لعام 2016، القسم 7.3. لا تعتبر الموافقة دفاعًا إلا إذا كان عمر الطرف الأصغر 13 عامًا أو أكثر ولم يكن مرتكب الجريمة أكبر من الشخص الأصغر سنًا بأكثر من عامين.

## كاليدونيا الجديدة (فرنسا)
تعتمد كاليدونيا الجديدة على نظام قانوني مدني يستند إلى القانون الفرنسي؛ وتمنح اتفاقيات ماتينيون لعام 1988 قدرًا كبيرًا من الحكم الذاتي للجزر.

## نيوزيلندا
تعتبر إقامة علاقة جنسية مع شخص يقل عمره عن 16 عامًا جريمة في نيوزيلندا. إنه دفاع إذا بذل المدعى عليه العناية الواجبة للتأكد من عمر الضحية، وكان لديه أسباب معقولة للاعتقاد بأن عمر الضحية 16 عامًا أو أكثر ومنحت الموافقة. علاوة على ذلك، يعد إقامة علاقة جنسية مع شخص يقل عمره عن 18 عامًا جريمة إذا كان المدعى عليه في دور الوصاية (الوالد أو زوج الأم أو الوالد بالتبني أو الوصي أو العم أو العمة أو أفراد آخرين من العائلة الممتدة والأصدقاء) , whānau أو أي سلطة أو سلطة أخرى أو مسؤولية الرعاية أو التنشئة). كان سن الرضا للفتيات في وقت سابق هو 12 عامًا، و رفع تدريجيًا إلى 16 عامًا في أواخر القرن التاسع عشر.
السن القانوني لممارسة الدعارة في نيوزيلندا أعلى. على الرغم من أن الدعارة قانونية، إلا أنه بموجب قانون إصلاح الدعارة لعام 2003، من غير القانوني الحصول على أو تلقي خدمات جنسية من أي شخص يقل عمره عن 18 عامًا
أصبحت نيوزيلندا تتمتع بسن موحد ومتساوي للموافقة على الزواج بـ 16 عامًا، بغض النظر عن التوجه الجنسي و/أو الجنس منذ إقرار قانون إصلاح قانون المثلية الجنسية لعام 1986.
لا توجد قيود على العمر في نيوزيلندا على وسائل منع الحمل وهي متاحة للأشخاص الذين تقل أعمارهم عن 16 عامًا. يمكن مقاضاة مراهق يبلغ من العمر 12 عامًا أو أكثر بسبب علاقة توافقية مع مراهق يقل عمره عن 16 عامًا (كلا الطرفين إذا كان عمر كل منهما 12 عامًا أو أكثر)، على الرغم من أن هذا نادر للغاية. حتى مع وجود شكوى، فإن الأمر لا يزال متروكًا لتقدير الشرطة، وإذا كان فارق السن صغيرًا، نادرًا ما يقاضى الشخص، حيث تكون مؤتمرات المجموعات العائلية هي الخيار الأكثر ترجيحًا. كانت هناك محاولة لإضفاء الطابع الرسمي على هذا الأمر بموجب القانون في عام 2004، ومع ذلك، تخلوا عن ذلك بعد احتجاج شعبي. قبل عام 2005، لم يكن هناك قانون في نيوزيلندا يحظر أي شكل من أشكال العلاقات الجنسية بين النساء البالغات والذكور القاصرين.
كان الاعتداء الجنسي على الأولاد من أي عمر، بما في ذلك الاغتصاب، من قبل النساء البالغات قانونيًا تمامًا في نيوزيلندا حتى عام 2005. ويأتي هذا على الرغم من أن نيوزيلندا طرف في الاتفاقيات الدولية ضد استغلال الأطفال منذ ثمانينيات القرن العشرين. في عام 2003، ورد أن مدربة السباحة ستايسي مارغريت فريل، البالغة من العمر 21 عامًا، مارست الجنس مع صبي يبلغ من العمر 13 عامًا، لكنها لم تواجه أي اتهامات في ذلك الوقت بسبب عدم وجود قوانين ضد الاعتداء الجنسي على الأولاد من قبل النساء. ومنذ سد الثغرة في القوانين، وقعت عدة حالات قاضوا نساء بتهمة الاعتداء الجنسي على أطفال صغار، بما في ذلك امرأة أنجبت طفلاً يبلغ من العمر 11 عامًا يُزعم أنها اغتصبته.

### توكيلاو
سن الموافقة هو 16 عامًا. تنص المادة 19 من قواعد الجرائم والإجراءات والأدلة لعام 2003 (CPER) على ما يلي: «1) الشخص الذي لديه علاقة جنسية مع شخص آخر - [..] (i)(II) إذا كانت الضحية أقل من 16 عامًا، سواء وافق الضحية أم لا [...] يرتكب جريمة». تنص المادة 21 على ما يلي: «(1) الشخص الذي يعتدي على شخص آخر بشكل غير لائق يرتكب جريمة. (2) عندما تكون الضحية مختلة عقليًا أو أقل من 16 عامًا، لا يعتبر دفاعًا عن تهمة بموجب هذه القاعدة أن الشخص وافق على ذلك. الجريمة، أو أن المتهم كان يعتقد أن المعتدى عليه كان عاقلاً أو لم يتجاوز عمره 16 سنة حسب الأحوال.»

## نيوي
السن القانوني في نييوي هو 15 عامًا. وهذا ما نصت عليه المادة 164 من قانون العقوبات. الجنس الشرجي (اللواط) غير قانوني.
قانون نيوي لعام 1966[وصلة مكسورة]

## جزر أوكينوتوري (اليابان)
جزر أوكينوتوريشيما تابعة إدارياً لحكومة طوكيو.

## بالاو
السن القانوني في بالاو هو 17 عامًا هناك استثناء يتعلق بالعمر يسمح للأشخاص الذين تتراوح أعمارهم بين 15 و16 عامًا بممارسة الجنس مع شركاء يقل عمرهم عن 5 سنوات. تنص المادة § 1602 على ما يلي: أ) يرتكب الشخص جريمة الاعتداء الجنسي من الدرجة الأولى إذا: (...) (3) يمارس الشخص عن علم اختراقًا جنسيًا مع شخص يبلغ من العمر خمسة عشر عامًا على الأقل ولكن أقل من سبعة عشر عامًا؛ بشرط: (أ) أن لا يقل عمر الشخص عن خمس سنوات أكبر من القاصر؛ و (ب) أن لا يكون الشخص متزوجًا قانونيًا من القاصر.

## بابوا غينيا الجديدة
في بابوا غينيا الجديدة، من غير القانوني ممارسة الجنس مع فتاة تحت سن 16 عامًا. إذا كان عمر الضحية 12 عامًا أو أكثر، يكون هذا دفاعًا إذا كان المدعى عليه «يعتقد، لأسباب معقولة» أن عمر الفتاة 16 عامًا أو أكثر. تعتبر جريمة أن يتعامل أي شخص بشكل غير لائق مع صبي يقل عمره عن 14 عامًا (المادة 211)، ولا يُعتبر الصبية الذين تقل أعمارهم عن 17 عامًا قادرين على الموافقة على أفعال يقوم بها ذكر آخر، والتي ستكون، لولا موافقتهم، بمثابة جريمة. الاعتداءات الفاحشة (المادة 243). كما أن ممارسة الجماع الجسدي أو السماح به «ضد نظام الطبيعة» يعد أمرًا غير قانوني في أي عمر، كما هو الحال بالنسبة لأفعال «الفحش الفادح» بين الشرور (المادتان 210 و212).

## جزيرة بيتكيرن (المملكة المتحدة)
ويبدو أن السن القانوني الحالي هو 16 عاماً، حيث إن إحدى القضايا التي وقعت عام 1999 شملت سائحاً من نيوزيلندا أدين بتهمة «الاتصال الجنسي غير المشروع» بفتاة تبلغ من العمر 15 عاماً (وسيتأكد ذلك بمجرد دخول أمر دستور بيتكيرن لعام 2010 حيز التنفيذ). ولكن محاكمة الاعتداء الجنسي في بيتكيرن في عام 2004 تضمنت في الغالب اتهامات بالاغتصاب أو الاعتداء الجنسي، وليس «ممارسة الجنس مع قاصر» (وبعض تهم «الفحش الفادح مع طفلة دون سن الرابعة عشرة»)، على الرغم من أنه زُعم أثناء المحاكمة أن «ممارسة الجنس مع قاصر» (على الأرجح بالتراضي) مع فتيات من سن الثانية عشرة كان أمراً طبيعياً في بيتكيرن.

## ساموا
السن القانوني في ساموا هو 16 سنة، وفقا للمادة 59. السلوك الجنسي مع الشباب دون سن 16 عامًا، وفقًا لقانون الجرائم لعام 2013. الأفعال المثلية غير قانونية بغض النظر عن العمر (المادة 67. اللواط).

## جزر سليمان
سن الرضا في جزر سليمان هو 15 عامًا (المواد 141 و142 و143)، ولكن ممارسة الجنس المثلي غير قانونية في جميع الأعمار (المواد 160 و161 و162). علاوة على ذلك، تحظر المادة 140 إخراج فتاة دون سن 18 عامًا من رعاية والديها أو ولي أمرها بغرض الاتصال الجنسي، بينما تحظر المادة 144 جلب فتاة دون سن 18 عامًا لممارسة الجنس.

## تونجا
السن القانوني في تونجا هو 15 عامًا
- المادة 121

المعرفة الجسدية للطفل أو الشاب
(2) كل من مارس علاقة جنسية مع شاب لم يتجاوز الخامسة عشرة من عمره يعاقب عند الإدانة بالسجن لمدة خمس سنوات.
- المادة 124

اعتداء غير لائق
(5) لا يجوز قانونًا لأي شاب يقل عمره عن 15 عامًا أن يعطي أي موافقة من شأنها أن تمنع الفعل من أن يكون اعتداءً غير لائق لأغراض هذا القسم.

## توفالو
السن القانوني في توفالو هو 15 عامًا (المواد 133 و134 و135)، ولكن ممارسة الجنس المثلي غير قانونية في جميع الأعمار (المواد 153 و154 و155). علاوة على ذلك، يحظر القسم 132 أخذ فتاة دون سن 18 عامًا بعيدًا عن رعاية والديها أو الوصي عليها لغرض الجماع، بينما يحظر القسم 136 تدبير فتاة دون سن 18 عامًا لممارسة الجنس.

## الولايات المتحدة (هاواي وأقاليم المحيط الهادئ)

سن الرشد في الولايات المتحدة، بما في ذلك هاواي والأقاليم التالية في أوقيانوسيا: غوام، وجزر ماريانا الشمالية، وساموا الأمريكية
16 16

### هاواي
السن القانوني في هاواي هو 16 عامًا. ومع ذلك، هناك استثناء يتعلق بالعمر القريب، والذي يسمح بالموافقة على ممارسة الجنس من سن 14 عامًا مع أولئك الذين لا يتجاوز عمرهم 21 عامًا.
في السابق كان السن القانوني 14 عامًا، وهو الأدنى في الولايات المتحدة. كان أفيري تشامبلي، عضو مجلس الشيوخ الهاواي، قد بذل جهودًا لرفع سن الرشد منذ عام 1996. غير سن الرشد إلى 16 عامًا بموجب القانون رقم 1، مشروع قانون مجلس النواب رقم 236، الذي أقره المجلس التشريعي في هاواي في عام 2001.
حددت هاواي لأول مرة سن الموافقة على الاتصال/الاختراق عند 10/14 سنة في عام 1869 واستمرت حتى عام 1912. الوضع القانوني من عام 1913 إلى عام 1924 غير واضح، ولكن بحلول عام 1925 حدد على أعداد أعلى من 12/16. وفي كلا المجموعتين من القوانين، كانت هذه العقوبات تعاقب الذكور فقط على اتصالهم بالإناث. في عام 1974 تغيرت القوانين لإضافة شرط إضافي ينص على وجود «تسبب متهور» في أذى جسدي «خطير». أُلغي هذا الشرط في عام 1986 وتغيرت صياغته ليشمل الأشخاص من أي جنس، وليس الذكور فقط.

### ساموا الأمريكية
يعد ممارسة الجنس مع شخص يقل عمره عن 16 عامًا جريمة في ساموا الأمريكية.

### غوام
السن القانوني في غوام هو 16 سنة .
§ 25.25. السلوك الجنسي الإجرامي من الدرجة الثالثة.
(أ) يكون الشخص الذي تجاوز عمره 21 عامًا مذنبًا بالسلوك الجنسي الإجرامي من الدرجة الثالثة إذا مارس الشخص اختراقًا جنسيًا مع شخص آخر وإذا توفر أي من الظروف التالية:
(1) أن يكون الشخص الآخر يبلغ من العمر أربعة عشر (14) عامًا على الأقل وأقل من ستة عشر (16) عامًا

### جزر ماريانا الشمالية
السن القانوني في جزر ماريانا الشمالية هو 16 عامًا، وفقًا للقسم 6، الأقسام 1306-1309 من قانون الكومنولث. هناك استثناء يتعلق بالتقارب العمري يسمح للقاصرين الذين تتراوح أعمارهم بين 13 و15 عامًا بممارسة النشاط الجنسي مع من هم أكبر سنًا منهم بثلاث سنوات. وبموجب نفس الأحكام، فإنه من غير القانوني أيضًا لأي شخص يبلغ من العمر 16 عامًا أو أكثر مساعدة أو تشجيع أو تحريض أو التسبب في قيام قاصرين دون سن 13 عامًا بالانخراط في أي نشاط جنسي، أو قاصرين تتراوح أعمارهم بين 13 و15 عامًا بالانخراط في نشاط جنسي مع أشخاص أكبر منهم بثلاث سنوات أو أكثر.
يرتفع سن الرشد إلى 18 عامًا عندما يكون الشريك الأكبر سنًا - الذي يبلغ من العمر 18 عامًا أو أكثر - هو الوالد أو زوج الأم أو الوالد المتبني أو الوصي القانوني للشخص الأصغر سنًا، أو عندما يكون للشريك الأكبر سنًا منصب سلطة على الشخص الأصغر سنًا أو يشغله. لا ينطبق هذا على القاصرين الذين تتراوح أعمارهم بين 16 أو 17 عامًا طالما أن الشريك الأكبر سنًا يقل عمره عن ثلاث سنوات وليس والد الشخص الأصغر سنًا أو زوج أمه أو أحد والديه بالتبني أو الوصي القانوني عليه. وفقًا للمادة 1317، فإن منصب السلطة «يعني صاحب العمل أو قائد الشباب أو قائد الكشافة أو المدرب أو المعلم أو المستشار أو مدير المدرسة أو الزعيم الديني أو الطبيب أو الممرضة أو الطبيب النفسي أو الوصي المؤقت أو مربية الأطفال أو منصب مماثل إلى حد كبير وضابط الشرطة أو ضابط المراقبة بخلاف الحالات التي يمارس فيها الضابط الرقابة الاحتجازية» على شخص يقل عمره عن 18 عامًا.
وفقًا للمادة 1310، توجد دفاعات إيجابية عن الجرائم الموضحة في المواد من 1306 إلى 1309 للنشاط التوافقي بين الزوجين القانونيين وفي الحالات التي يعتقد فيها المدعى عليه بشكل معقول أن القاصر الذي يبلغ من العمر 13 عامًا أو أكثر كان في السن القانوني.
وتجرم المادتان 1303 و1304 من قانون الكومنولث أيضًا النشاط الجنسي مع الأشخاص الذين تتراوح أعمارهم بين 18 أو 19 عامًا، إذا كانوا «تحت وصاية إدارة الصحة العامة والخدمات البيئية بموجب قوانين الكومنولث المدنية أو الجنائية، وكان الجاني هو الوصي القانوني للشخص».

### النصب التذكاري البحري الوطني لجزر المحيط الهادئ النائية
تقع جزيرة بيكر وجزيرة هاولاند وجزيرة جارفيس وجزيرة جونستون أتول وشعاب كينغمان وجزيرة بالميرا أتول وجزيرة ويك تحت سلطة وزارة الداخلية الفيدرالية الأمريكية، كجزء من النصب التذكاري الوطني للتراث البحري لجزر المحيط الهادئ. وبناءً على ذلك، ستكون كافة القوانين الفيدرالية الأمريكية المتعلقة بسن الرشد قابلة للتطبيق.

### جزيرة ميدواي المرجانية
تقع جزيرة ميدواي أتول ضمن اختصاص وزارة الداخلية التابعة للحكومة الفيدرالية الأمريكية (تُدار كملجأ وطني للحياة البرية). وعلى هذا النحو، ستكون جميع القوانين الفيدرالية الأمريكية المتعلقة بسن الموافقة قابلة للتطبيق.

## فانواتو
منذ 1 يناير 2007 بموجب قانون توحيد الجرائم لعام 2006 ، أصبح سن الرشد في فانواتو 15 عامًا للسلوك المغاير جنسياً و18 عامًا للسلوك المثلي. المادة 97 تنص على ما يلي: (...) (2) لا يجوز لأي شخص أن يمارس الجنس مع أي طفل دون سن الخامسة عشرة ولكن من سن الثالثة عشرة أو أكثر. (3) لا يشكل موافقة الطفل أو اعتقاد الشخص المتهم بأن الطفل كان في السن المذكور أو أكبر منه دفاعًا ضد التهمة الموجهة إليه بموجب هذا القسم. تنص المادة 99 على ما يلي: لا يجوز لأي شخص أن يرتكب أي فعل مثلي مع شخص من نفس الجنس يقل عمره عن 18 عامًا، سواء وافق ذلك الشخص أم لا.

## واليس وفوتونا (فرنسا)
تنطبق قوانين فرنسا حيثما ينطبق ذلك.